# Superpuchar Ukrainy w futsalu kobiet
Superpuchar Ukrainy w futsalu kobiet (ukr. Суперкубок України з футзалу серед жінок) – mecz futsalowy o trofeum pomiędzy aktualnym Mistrzem Ukrainy oraz zdobywcą Pucharu Ukrainy w danym sezonie wśród drużyn kobiecych. Rozgrywki zarządzane przez Asocjację Futsalu Ukrainy (AFU). Jeżeli ta sama drużyna wywalczyła zarówno mistrzostwo, jak i Puchar kraju, to jej przeciwnikiem zostaje wicemistrz Ukrainy.
Mecz o Superpuchar Ukrainy rozgrywany jest zawsze przed rozpoczęciem nowego sezonu.
W spotkaniu o Superpuchar Ukrainy nie przeprowadza się dogrywki, a w przypadku remisu po upływie regulaminowego czasu gry od razu zarządzana jest seria rzutów karnych.

## Historia
Mecz o Superpuchar miał swoją pierwszą edycję w roku 2015.

## Zwycięzcy i finaliści
| Sezon                                                                                | K | K | T | Zwycięzca                | Wynik | Finalista                    | Data, miejsce                           | Uwagi                            |
| Superpuchar Ukrainy w futsalu kobiet (ukr. Суперкубок України з футзалу серед жінок) |   |   |   |                          |       |                              |                                         |                                  |
| 2015                                                                                 |   |   | 1 | IMS-NUChT Kijów          | 2:1   | Biłyczanka-NPU               | 12.09.2015, SK NTUU KPI, Kijów          | ?                                |
| 2016                                                                                 |   |   | ? |                          |       |                              |                                         |                                  |
| 2017                                                                                 |   |   | ? |                          |       |                              |                                         |                                  |
| 2018                                                                                 |   |   | 2 | IMS-NUChT Kijów          | 2:1   | Tesła Charków                | 14.10.2018, SK BWUFK, Browary           | ?                                |
| 2019                                                                                 |   |   | 3 | IMS-NUChT Kijów          | 5:3   | Ładomyr Włodzimierz Wołyński | 24.09.2019, SK Adreenalin, Łuck         | ?                                |
| 2020                                                                                 |   |   |   |                          |       |                              |                                         | z powodu COVID-19 nie rozgrywano |
| 2021                                                                                 |   |   | 1 | Budstar-NPU/Leonas Kijów | 5:3   | ZChO-Tesła Charków           | 20.08.2021, Pałac Łokomotyw, Charków, ? |                                  |

Uwagi:

- wytłuszczono nazwy zespołów, które w tym samym roku wywalczyły mistrzostwo i Puchar kraju,
- kursywą oznaczone zespoły, które zdobyły Puchar kraju.

## Statystyka

### Klasyfikacja według klubów
W dotychczasowej historii finałów o Superpuchar Ukrainy na podium oficjalnie stawało w sumie 2 drużyny. Liderem klasyfikacji jest IMS-NUChT Kijów, który zdobył 3 trofea. 
Stan na 31.05.2021. 
| Lp. | Klub                         | Zdobywca | Finalista       | Zwycięskie sezony | Przegrane finały |   |   |                  |  |
| --- | ---------------------------- | -------- | --------------- | ----------------- | ---------------- | - | - | ---------------- |  |
| Lp. | Klub                         | 1.       | IMS-NUChT Kijów | Zwycięskie sezony | Przegrane finały | 3 | 0 | 2015, 2018, 2019 |  |
| 2.  | Biłyczanka-NPU               | 0        | 1               |                   | 2015             |   |   |                  |  |
| 2.  | Ładomyr Włodzimierz Wołyński | 0        | 1               |                   | 2019             |   |   |                  |  |
| 2.  | Tesła Charków                | 0        | 1               |                   | 2018             |   |   |                  |  |

### Klasyfikacja według miast
Stan na 31.05.2021. 
| Miasto | Liczba tytułów | Kluby               |
| ------ | -------------- | ------------------- |
| Kijów  | 3              | IMS-NUChT Kijów (3) |